# 諾夫哥羅德克里姆林
58°31′15.50″N 31°16′32.00″E / 58.5209722°N 31.2755556°E

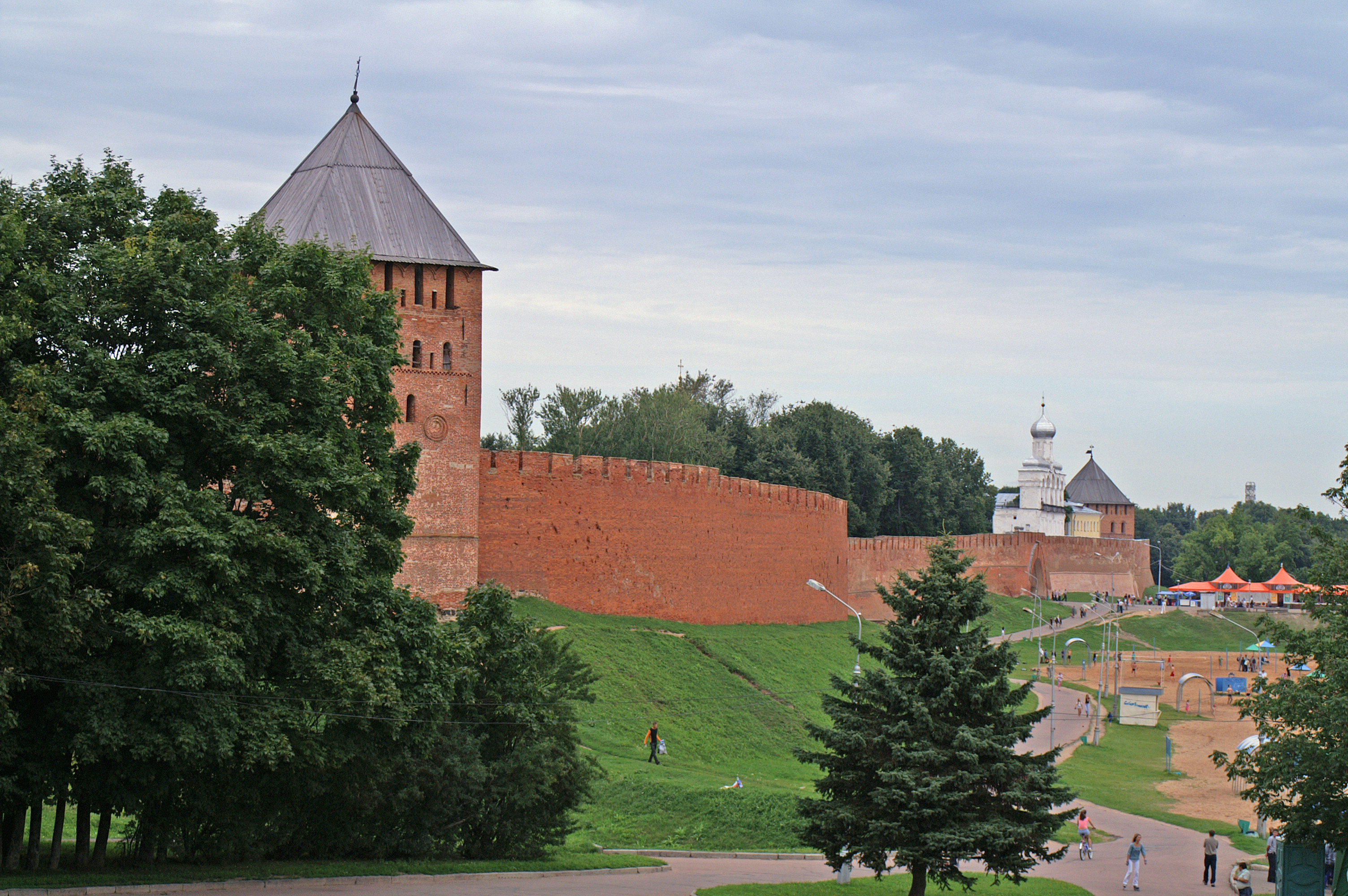

諾夫哥羅德克里姆林是位於俄羅斯城市大諾夫哥羅德的一座克里姆林建築。諾夫哥羅德克里姆林始建於1044年，現在保留的建築修建於1484年至1490年期間。